# Аниона
Аниона (на немски: Anniona) е баварски древен и висш благороднически род.
Те са споменати в Баварската правда (Lex Baiuvariorum) от 635 г. заедно с Хуоси, Троца, Фагана, Хахилинга и херцогския род на Агилолфингите.,